# SeniorenUniversiteit

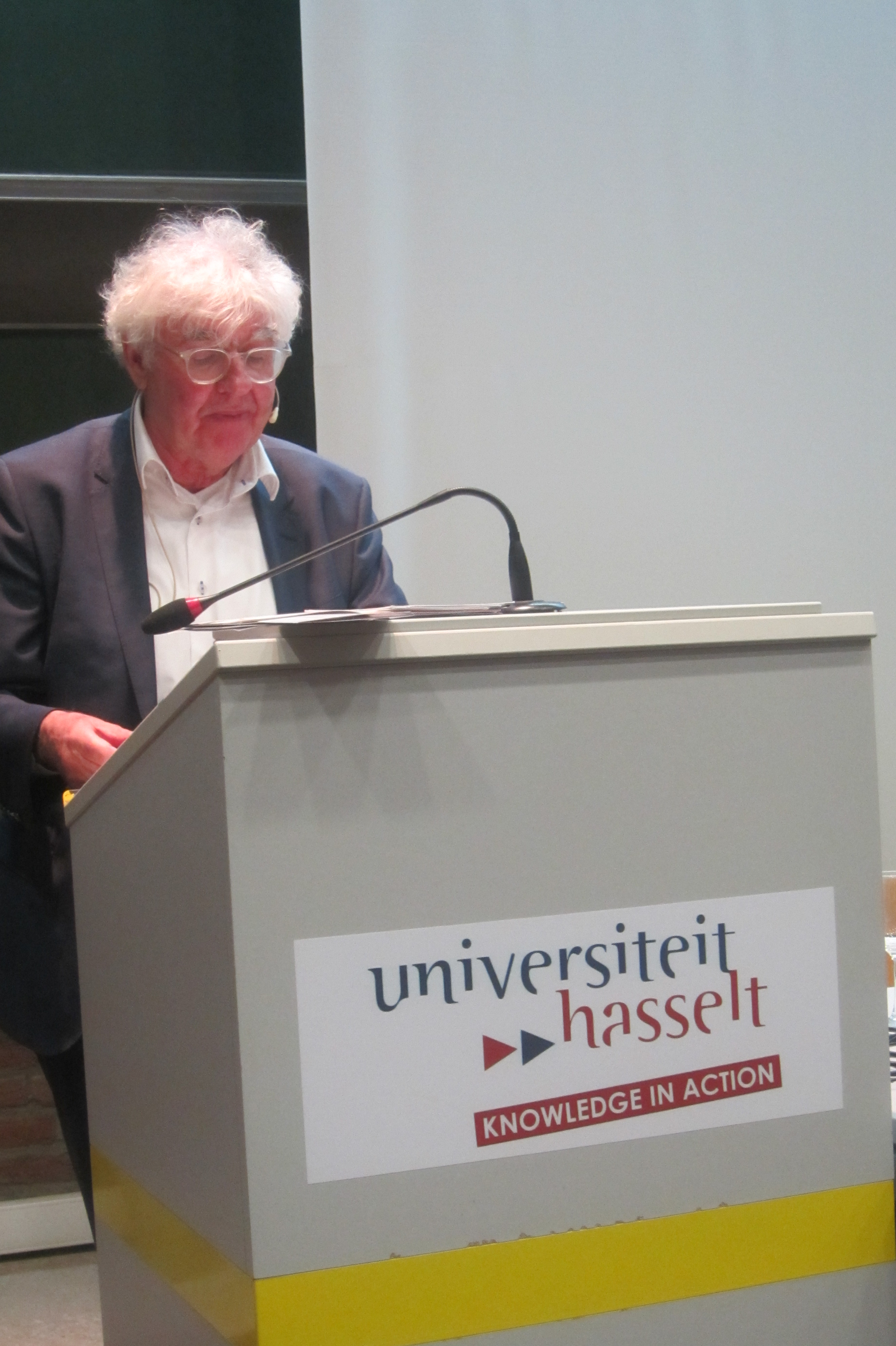
Geert Mak bij een lezing voor de SeniorenUniversiteit UHasselt, 2016

De SeniorenUniversiteit is een initiatief of instelling gelinkt aan de UHasselt.

## Toelichting
De in 1978 opgerichte SeniorenUniversiteit is een instelling die elk academiejaar een 30-tal lezingen organiseert over allerlei maatschappelijke en wetenschappelijke thema's, gesitueerd zowel in de humane als de exacte en medische wetenschappen. Daarnaast organiseert men ook meerdaagse studiereizen. De SeniorenUniversiteit richt zich, zoals uit de naamgeving blijkt, tot een meer bedaagd ontwikkeld publiek.

De openingssessie van het academiejaar 2016-2017, die werd bijgewoond door een 630-tal personen, betrof een lezing genoemd: Het grote vaarwel door Prof Dr Jonathan Holslag. Begin november 2016 lichtte Geert Mak er zijn nieuwe boek: De levens van Jan Six toe.